# Dresdner Grüner Diamant

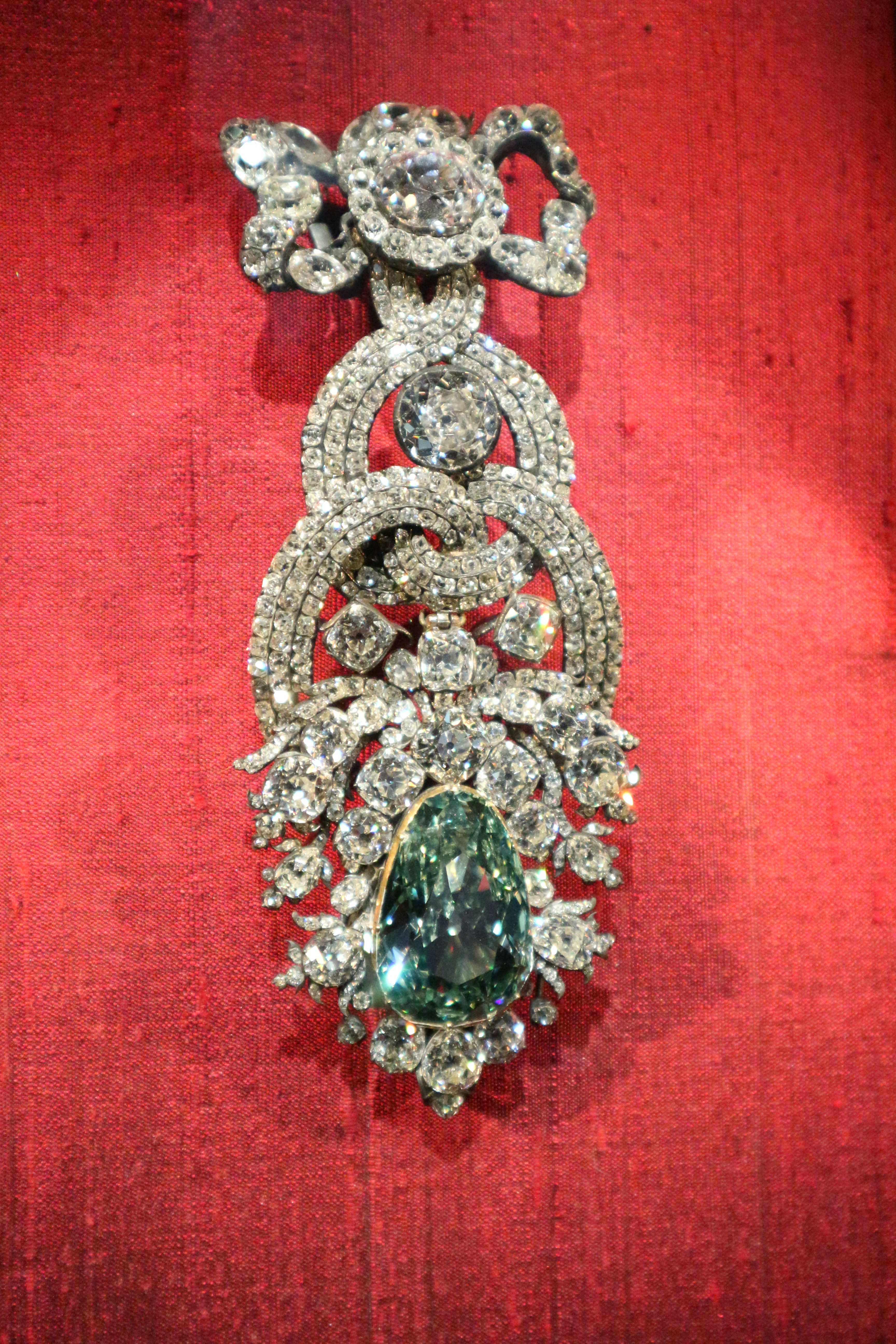
Der Grüne Diamant – das mit dem natürlich grünen Diamanten verzierte Hut-Schmuckstück

Der Dresdner Grüne Diamant, auch Dresdner Grüner oder Grüner Dresden genannt, ist mit 41 Karat (8,2 g) der größte geschliffene natürlich grüne Diamant. Er ist pendeloqueförmig und facettiert geschliffen. Seine leuchtend apfelgrüne Erscheinung rührt auch daher, dass der Diamant in der Lagerstätte natürlicher Radioaktivität ausgesetzt war.
Er ist nach Dresden benannt, der ehemaligen kurfürstlichen und königlichen Residenz und heutigen Landeshauptstadt des Freistaates Sachsen, und wurde vom sächsischen Kurfürsten und polnischen König August III. angekauft. Als Teil der Schätze der ehemaligen Schatzkammer der Wettiner Fürsten zählt er heute zum Bestand des Grünen Gewölbes in Dresden, der umfangreichsten barocken Schatz- und Kunstkammer Europas.
Der Dresdner Grüne Diamant kann im Neuen Grünen Gewölbe im Residenzschloss Dresden besichtigt werden.

## Geschichte
Sein Ursprung wird in Indien vermutet, anderen Quellen zufolge auch in Brasilien. Historisch lässt er sich bis ins Jahr 1722 nach London zurückverfolgen, wo er aus einem Rohdiamanten mit 119,5 Karat (23,9 g) geschliffen wurde. Im Jahre 1741 oder 1742 kaufte Kurfürst und König August III. den Diamanten auf der Ostermesse in Leipzig. Der Stein wurde von dem holländischen Diamantenhändler Delles teuer erworben. Die Kaufsumme soll 400.000 Taler betragen haben, was jedoch urkundlich nicht verbürgt ist.
Hofgoldschmied Johann Friedrich Dinglinger, Sohn des berühmten Johann Melchior Dinglinger, arbeitete den Stein in einen Orden vom Goldenen Vlies ein. Hofjuwelier Franz Michael Diespach fertigte auf Anweisung von Friedrich August III. im Jahr 1768 aus dem Orden zwei Schmuckstücke an. Eines davon war eine Hutkrempe mit dem Grünen Diamanten, zwei großen Brillanten von 6,3 und 19,3 Karat sowie 411 mittelgroßen und kleinen Brillanten, die man zu einer 14,1 cm hohen Agraffe gruppierte. Dieser Hutschmuck wurde Teil der sächsischen Kronjuwelen.
Nach dem Zweiten Weltkrieg wurde der Grüne Diamant 1945 als Kriegsbeute in die Sowjetunion gebracht und gelangte erst 1958 nach Dresden zurück.